# Planeta opic (film, 1968)
Planeta opic (v anglickém originále Planet of the Apes) je americký dobrodružný sci-fi film z roku 1968, který režíroval Franklin J. Schaffner. Hlavní role hrají Charlton Heston, Roddy McDowall, Kim Hunterová, Maurice Evans, James Whitmore, James Daly a Linda Harrisonová. Scénář napsali Michael Wilson a Rod Serling. Je volně založený na francouzském románu Planeta opic od Pierra Boulla. Jde o první z pěti filmů série natočených mezi roky 1968 a 1973, všech produkovaných Arthurem P. Jacobsem a distribuovaných společností 20th Century Fox.
Planeta opic byla do amerických kin uvedena 8. února 1968, byla pozitivně přijata kritiky a utržila 32,6 milionu dolarů. Původní série byla následována v roce 2001 filmovým remakem Planeta opic od Tima Burtona a v roce 2011 rebootem Zrození Planety opic.

## Příběh
V tomto filmu nejdříve vypustí lidstvo kosmickou loď, která po dlouhé cestě (z hlediska posádky 18 měsíců, ale díky relativistickým efektům na Zemi uplyne přes 2000 let) havaruje na neznámé planetě.
Posádka brzy potká skupinu němých lidí, nejevících známky vysoké inteligence, a skupinu mluvících goril na koních, které je chytají do sítí a zabíjejí střelnými zbraněmi. Člen posádky Taylor je následně zajat s prostřeleným hrdlem, takže nemůže mluvit. Z jeho kolegů přežil jen jediný, ale tomu opice vyoperovaly část mozku.
Nakonec se mu podaří přesvědčit šimpanzí samici, psycholožku Ziru, že je schopen komunikovat a myslet. To je pro opice neslýchané, protože lidi považují za nebezpečná zvířata, která je třeba vyhubit, nebo používat k experimentům.
Taylor se pokusí o útěk a zjistí, že se mu vrací řeč. Je postaven před výzkumný tribunál, který se snaží zjistit, odkud Taylor pochází.
Zira a její snoubenec, šimpanzí archeolog Cornelius, Taylora unesou i s domorodou dívkou Novou, do které se zamiloval. Dojdou do tzv. Zakázané zóny, kam mají opice vstup zapovězen a kde před rokem Cornelius našel stopy dávné civilizace. Tam však výpravu dožene Corneliův nadřízený, Dr. Zaius, se skupinou vojáků. V jeskyni mu Cornelius ukáže důkazy, že planetu dříve ovládali lidé, kteří byli vyspělejší, než nyní opice. To je v příkrém protikladu ke svaté víře opic, které věří, že byly stvořeny jako vrchol tvorstva. Proto Zaius, který o těchto důkazech věděl již dříve, zničí jeskyni řízenou explozí, protože toto poznání by destabilizovalo opičí společnost.
Taylor s Novou dále putuje sám a na pobřeží nakonec nalezne napůl pohřbenou sochu Svobody. Tak s hrůzou zjistí, že je ve skutečnosti na Zemi a že se lidstvo v minulosti téměř vyhubilo jadernou válkou.

## Obsazení
| Charlton Heston   | George Taylor        |
| Roddy McDowall    | Cornelius            |
| Kim Hunter        | Zira                 |
| Maurice Evans     | Dr. Zaius            |
| James Whitmore    | předseda shromáždění |
| James Daly        | Honorious            |
| Linda Harrisonová | Nova                 |
| Robert Gunner     | Landon               |
| Lou Wagner        | Lucius               |
| Woodrow Parfrey   | Maximus              |
| Jeff Burton       | Dodge                |
| Buck Kartalian    | Julius               |
| Norman Burton     | vůdce lovu           |
| Wright King       | Dr. Galen            |
| Paul Lambert      | ministr              |

## Galerie

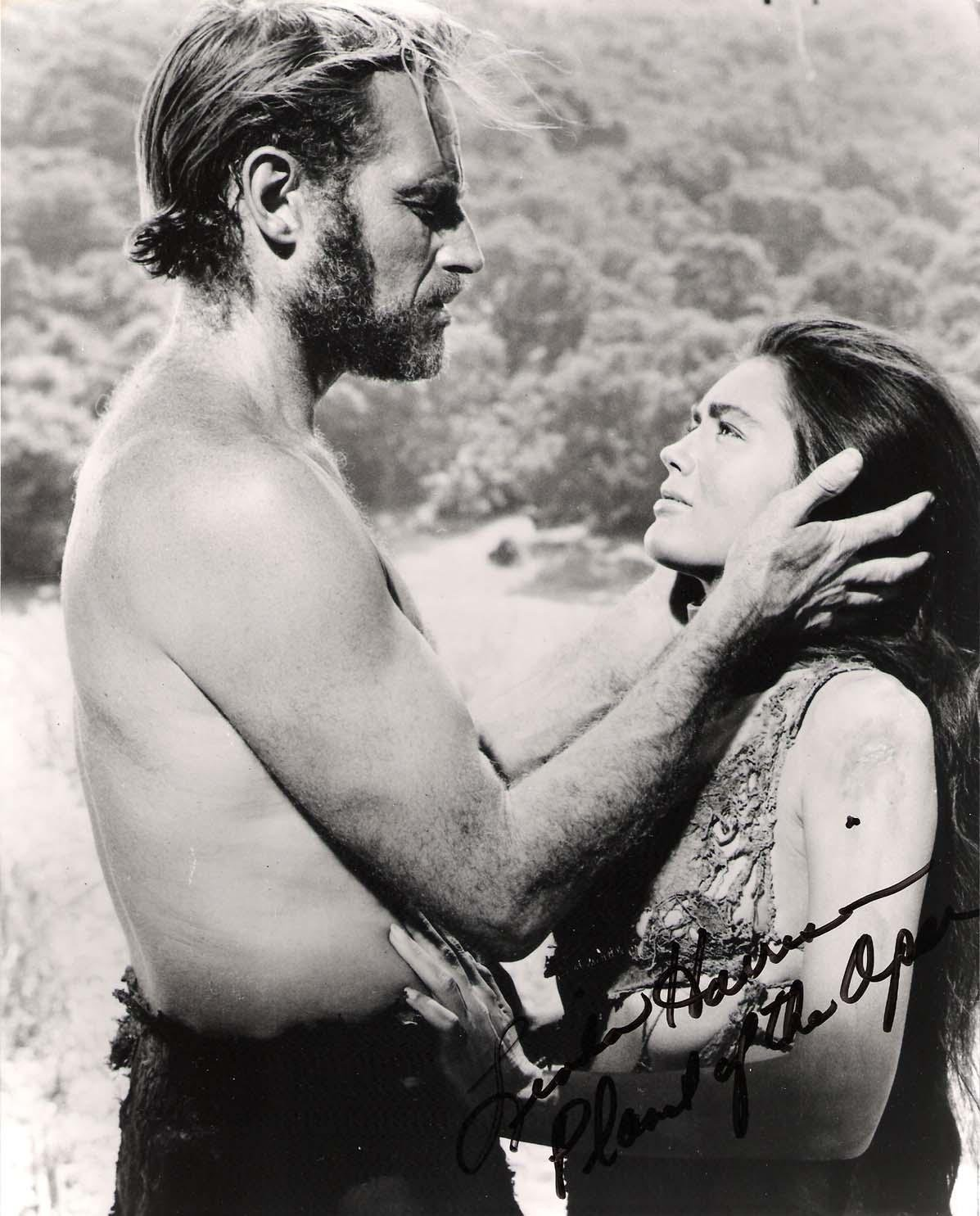
Charlton Heston a Linda Harrison jako Taylor a Nova
- Teaser filmu